# Berlin (Wisconsin)
Berlin ist eine Stadt (mit dem Status „City“) im  Green Lake County und zu einem kleinen Teil im Waushara County im US-amerikanischen Bundesstaat Wisconsin. Das U.S. Census Bureau ermittelte bei der Volkszählung 2020 eine Einwohnerzahl von 5571.

## Geografie
Berlin liegt im südöstlichen Zentrum Wisconsins beiderseits des Fox River, einem Zufluss des Michigansees.
Die geografischen Koordinaten von Berlin sind 43°58'05" nördlicher Breite und 88°56'36" westlicher Länge. Das Stadtgebiet erstreckt sich über eine Fläche von 16,47 km², die sich auf 14,97 km² Land- und 1,5 km² Wasserfläche verteilen. Die Stadt Berlin ist im Westen, Süden und Osten von der Town of Berlin des Green Lake County und im Norden von der Town of Aurora des Waushara County umgeben, ohne einer der Towns anzugehören.
Nachbarorte von Berlin sind Eureka (11,7 km ostnordöstlich), Omro (22,1 km in der gleichen Richtung), Waukau (15,3 km östlich), Ripon (19,4 km südöstlich), Green Lake (15,1 km südsüdwestlich), Fairburn (7,6 km westlich) und Redgranite (19,5 km nordwestlich).
Die nächstgelegenen größeren Städte sind Green Bay am Michigansee (115 km nordöstlich), Wisconsins größte Stadt Milwaukee (154 km südöstlich), Chicago in Illinois (307 km südsüdöstlich), Rockford in Illinois (216 km südlich) und Wisconsins Hauptstadt Madison (125 km südsüdwestlich).

## Verkehr

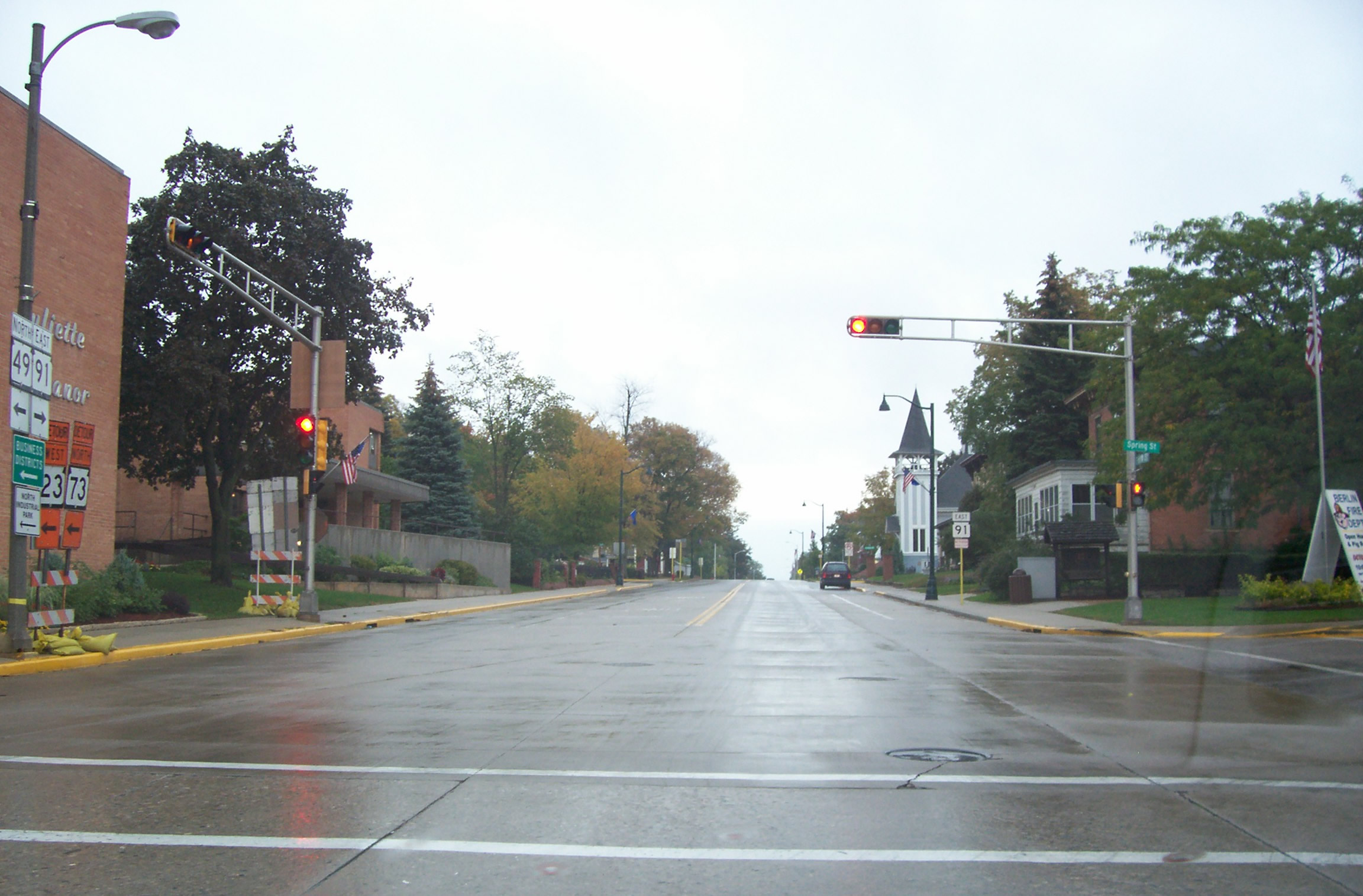
Der westliche Endpunkt des WIS 91

Der Wisconsin State Highway 49 verläuft in Nord-Süd-Richtung durch das Stadtgebiet von Berlin. Im Zentrum der Stadt mündet der Wisconsin State Highway 91 an dessen westlichem Endpunkt ein. Alle weiteren Straßen sind untergeordnete Landstraßen, teils unbefestigte Fahrwege sowie innerörtliche Verbindungsstraßen.

Die nächsten Flughäfen sind der Dane County Regional Airport in Madison (121 km südsüdwestlich) und der Milwaukee Mitchell International Airport in Milwaukee (164 km südöstlich).

## Bevölkerung
Nach der Volkszählung im Jahr 2010 lebten in Berlin 5524 Menschen in 2296 Haushalten. Die Bevölkerungsdichte betrug 369 Einwohner pro Quadratkilometer. In den 2296 Haushalten lebten statistisch je 2,38 Personen.
Ethnisch betrachtet setzte sich die Bevölkerung zusammen aus 93,4 Prozent Weißen, 0,5 Prozent Afroamerikanern, 0,6 Prozent amerikanischen Ureinwohnern, 0,9 Prozent Asiaten sowie 3,6 Prozent aus anderen ethnischen Gruppen; 1,0 Prozent stammten von zwei oder mehr Ethnien ab. Unabhängig von der ethnischen Zugehörigkeit waren 8,0 Prozent der Bevölkerung spanischer oder lateinamerikanischer Abstammung.
25,8 Prozent der Bevölkerung waren unter 18 Jahre alt, 57,8 Prozent waren zwischen 18 und 64 und 16,4 Prozent waren 65 Jahre oder älter. 51,5 Prozent der Bevölkerung war weiblich.
Das mittlere jährliche Einkommen eines Haushalts lag bei 42.740 USD. Das Pro-Kopf-Einkommen betrug 22.977 USD. 11,6 Prozent der Einwohner lebten unterhalb der Armutsgrenze.

## Bekannte Bewohner
- Ezra Wheeler (1820–1871) – demokratischer Abgeordneter des US-Repräsentantenhauses (1863–1865) – praktizierte jahrelang als Jurist in Berlin
- William Nigh (1881–1955) – Schauspieler und Regisseur – geboren in Berlin